# 球钩丝壳
球钩丝壳（学名：Bulbouncinula bulbosa）是属于白粉菌目白粉菌科球钩丝壳属的一种真菌，寄生在栾树上。该种分布于中国。